# Нова Земля

Мапа Нової Землї

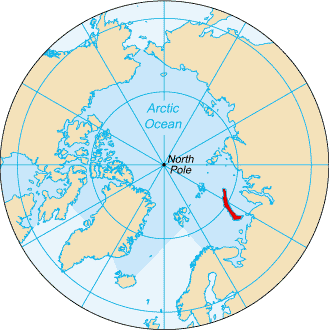
Нова Земля на мапі світу

Но́ва Земля́ (помор. Ма́тка) — архіпелаг в Північному Льодовитому океані між Баренцовим і Карським морями; входить в Архангельську область Росії.
Складається з двох великих островів — Північного і Південного, розділених вузькою протокою (2—3 км) Маточкин Шар і багатьох дрібних.
З геологічної точки зору, острови є продовженням Уральських гір. Північно-східний край Північного острова — мис Желанія є найсхіднішою точкою Європи.
Довжина з південного заходу на північний схід на 925 км. Площа всіх островів більше 83 тис. км²; ширина Північного острова до 123 км, Південного — до 143 км.
На півдні протокою Карські Ворота (ширина 50 км) відділяється від острова Вайгач.
На самому архіпелазі безліч малих озер, під променями сонця температура води в південних районах може досягати 18 °C. Найбільше озеро має назву Гусяче, в якому водиться безліч риби. Характерними рослинами для небагатої флори островів є сланкі види, такі як верба повзуча (Salix polaris), ломикамінь супротивнолистий, гірський лишайник та інші. Рослинність в південній частині: карликові берези, мхи і низька трава, в районах поблизу річок, озер і заток росте безліч грибів: грузді, опеньки тощо. З тварин поширені лемінги, песці, а також північні олені та білі ведмеді, які приходять в південні райони з настанням холодів, будучи загрозою місцевим жителям. Також влітку прилітають для розмноження птахи: полярний горобець, качка, гусак.
Близько половини площі Північного острова займають льодовики. На площі близько 20 000 км² — суцільний крижаний покрив, що тягнеться майже на 400 км у довжину і до 70—75 км завширшки. Потужність льоду зверху 300 м. У ряді місць лід спускається в фіорди або обривається у відкрите море, утворюючи крижані бар'єри і даючи початок айсбергам.
На Південному острові — ділянки арктичної тундри.
У адміністративному плані архіпелаг є окремим муніципальним утворенням Архангельської області. У адміністративному центрі — селищі міського типу Бєлушья Губа, розташованому на Південному острові — проживає 2,6 тис. осіб (2006). Другий населений пункт на Новій Землі, що існує в даний час, — селище Рогачево (Нова Земля), за 12 км від Білуш'єй губи. Тут знаходиться військове літовище.
Раніше за 350 км на північ на південному узбережжі протоки Маточкин Шар існувало також селище Сєверне, база підземних випробувань, гірських і будівельно-монтажних робіт. На Північному острові в наш час[коли?] населених пунктів немає. Крім того, на островах проживає місцеве корінне населення — ненці приблизно 100 осіб, які займаються полюванням і рибальством.

## Топоніміка

### Миси
Миси подано шістьма групами, окремо по кожному з двох головних островів:
Острів Північний, західний берег
- мис Карлсена
- мис Вількіцького
- мис Марії
- мис Дриженка
- мис Петровського
- мис Варнека
- мис Єрмолаєва
- мис Велькен
- мис Великий Льодяний
- мис Анни
- мис Відважних
- мис Малий Льодяний
- мис Ведмежий
- мис Кушакова
- мис Клавдія
- мис Скелястий
- мис Пінегіна
- мис Відлогий
- мис Балашова
- мис Цирковий
- мис Щебінь
- мис Візе
- мис Рихлий
- мис Моренний
- мис Сипучий
- мис Обручева
- мис Сахарова
- мис Наливкіна
- мис Заєць
- мис Ісаченка
- мис Утіхи
- мис Хлєбникова
- мис Румянцева
- мис Ізбушки
- мис Макарова
- мис Будничний
- мис Красний
- мис Лоушкина
- мис Нассау
- мис Літке
- мис Захарова
- мис Павлова
- мис Прощення
- мис Обсерваторія
- мис Стовповий
- мис Дельта
- мис Дружний
- мис Скелястий
- мис Гористий
- мис Упор
- мис Льодовиковий
- мис Солунського
- мис Поспєлова
- мис Темний
- мис Чорний
- мис Крючковий
- мис Мізинець
- мис Кінечний
- мис Овражний (Масленникова)
- мис Масленникова
- мис Лава
- мис Бурун
- мис Відросток
- мис Кремнистий
- мис Останцев
- мис Миколая
- мис Гідрограф
- мис Спидділ
- мис Тераса
- мис Астроном
- мис Хронометр
- мис Мигалка
- мис Борисова
- мис Кругловського
- мис Спіріфер
- мис Мурен
- мис Покатий
- мис Обрив
- мис Орієнтир
- мис Макарова
- мис Шанца
- мис Птичий
- мис Сіденснера
- мис Гряда
- мис Черницького
- мис Якірний
- мис Топограф
- мис Ріг
- мис Степового
- мис Павла Зайцева
- мис Шумний
- мис Геодезичний
- мис Івана Малишева
- мис Прокоф'єва
- мис Товстий
- мис Базистий
- мис Високий
- мис Кривий
- мис Чорний
- мис Середній
- мис Поворотний
- мис Жилий
- мис Кам'яний
- мис Моїсеєва
- мис Смірова
- мис Куйбишева
- мис Лемана
- мис Літке
- мис Цивольки
- мис Роздільний
- мис Лаврова
- мис Бера
- мис Прибійний
- мис Плоский
- мис Сухий Ніс
- мис Острівний
- мис Півострівний
- мис Клочковський
- мис Іранка
- мис Зубова
- мис Рівнинний
- мис Примітний
- мис Запасова
- мис Митюшев
- мис Відвісний
- мис Гранітний
- мис Заворотний
- мис Срібний
- мис Скелястий
- мис Бараний

Острів Північний, південний берег
- мис Бараний
- мис Поворотний
- мис Гатієва
- мис Сірний
- мис Брача
- мис Поперечний
- мис Вихідний

Острів Північний, східний берег
- мис Карлсена
- мис Лошкина
- мис Єлизавети
- мис Серебрянникова
- мис Маврикія
- мис Желання
- мис Йогансена
- мис Мої
- мис Девер
- мис Флісінгський
- мис Бурунний
- мис Сніжний
- мис Костянтин
- мис Климова
- мис Оленій
- мис Бісмарк
- мис Шевченка
- мис Скелястий
- мис Льодяної Гавані
- мис Ведмежий
- мис Спорий Наволок
- мис Міддендорфа
- мис Опасний
- мис Скелястий
- мис Едвард
- мис Ведмежий
- мис Прямокутний
- мис Новий
- мис Клюв (Промірний)
- мис Зовнішній
- мис Дальній
- мис Тупий
- мис Сопочний
- мис Гострий
- мис Плавниковий
- мис Відвісний
- мис Попутний
- мис Богушевича
- мис Нестора Смирнова
- мис Високий
- мис Керцеллі
- мис Вікулова
- мис Гірка
- мис Овраг
- мис Піщаний
- мис Курган
- мис Двойний
- мис Галечний
- мис Золмин
- мис Гострий
- мис Ясний
- мис Шхуни «Ломоносов»
- мис Брикетовий
- мис Низький
- мис Плахо
- мис Скелястий
- мис Поворотний
- мис Кам'яний
- мис Уступ
- мис Лутковського
- мис Стовп Шамардина
- мис Відвісний
- мис Флотова
- мис Скелястий
- мис Крашеніннікова
- мис Недоступний
- мис Ведмежий
- мис Храмченка
- мис Метца
- мис Казі
- мис Боголюбова
- мис Бурливий
- мис Яловецького
- мис Круглий
- мис Верещагіна
- мис Вороніна
- мис Ахлестишева
- мис Чекина
- мис Васнецова
- мис Гладкий
- мис Рєпіна
- мис Шишкина
- мис Куїнджі
- мис Утес
- мис Цебрикова
- мис Дмитрієва
- мис Канкріна
- мис Озерний
- мис Вихідний

Острів Південний, західний берег
- мис Маточкин
- мис Стовповий
- мис Панков
- мис Довгий
- мис Фьодорова
- мис Рогатий
- мис Кремера
- мис Студницького
- мис Єгорова
- мис Астаф'єва
- мис Іванова
- мис Крутий
- мис Норденшельда
- мис Чум
- мис Столовий
- мис Більшовик
- мис Бритвін
- мис Базарний
- мис Капкан
- мис Дмитрієва
- мис Моїсеєва
- мис Фефелова
- мис Гострий
- мис Корельський
- мис Резнікова
- мис Нікольський Ніс
- мис Північний Гусячий Ніс
- мис Людсаля
- мис Не-Базар-Саля
- мис Південний Гусячий Ніс
- мис Середній Гусячий Ніс
- мис Лільє
- мис Астрономічний
- мис Морозова
- мис Соколова
- мис Моїсеєва
- мис Чорний
- мис Домашній
- мис Поморсаля
- мис Горбатий
- мис Гострий
- мис Геологічний
- мис Красний
- мис Крутий
- мис Середній
- мис Палець
- мис Тудера
- мис Башмачний Ніс
- мис Чорний
- мис Мучний
- мис Раковий
- мис Перевісенський
- мис Селезньова
- мис Великий Кушний
- мис Малий Кушний
- мис Вхідний
- мис Тізенгаузен
- мис Саханін
- мис Потич
- мис Колосова
- мис Усова
- мис Кузнєцова
- мис Чаячий
- мис Родіонова
- мис Федотова
- мис Кабаний Ніс
- мис Вхідний
- мис Товстик
- мис Печерний
- мис Корсакова
- мис Тест
- мис Кленовий
- мис Баранова
- мис Артюхова

Острів Північний, північний берег
- мис Маточкин
- мис Ошкуй
- мис Чорний
- мис Поворотний
- мис Хрящевий
- мис Моржов
- мис Журавльова
- мис Заворотний
- мис Розбивний
- мис Сніжний
- мис Губіна
- мис Шорохова
- мис Дров'яний
- мис Бик
- мис Рок

Острів Північний, східний берег
- мис Рок
- мис Клокова
- мис Брандта
- мис Кутузова
- мис Шуберта
- мис Рахманіна
- мис Лагерний
- мис Ахматова
- мис Галла
- мис Денисевича
- мис Шітца
- мис Степового
- мис Три Пальці
- мис Ласти
- мис Чорна Пахта
- мис Хрести
- мис Сопочний
- мис Відмілий
- мис Виступ
- мис Південний
- мис Вишневського
- мис Гессена
- мис Єршова
- мис Курочкіна
- мис Абросимова
- мис Рожнова
- мис Клокачева
- мис Куницького
- мис Руднєва
- мис Волкова
- мис Незамітний
- мис Ратманова
- мис Колзакова
- мис Берха
- мис Вілламова
- мис Перовського
- мис Меншикова
- мис Жандр
- мис Харлова
- мис Лазарєва
- мис Хайміна
- мис Тимірєва
- мис Камараша
- мис Серговського
- мис Озерний
- мис Артюхова

## Клімат
Клімат арктичний, суворий. Зима тривала і холодна, з сильними вітрами (швидкість 40—50 м/с) і завірюхами. Морози досягають −40 °C. Середня температура найтеплішого місяця — серпня — від 2,5 °C на півночі до 6,5 °C на півдні.
| Клімат полярної станції Малі Кармакули     | Клімат полярної станції Малі Кармакули | Клімат полярної станції Малі Кармакули | Клімат полярної станції Малі Кармакули | Клімат полярної станції Малі Кармакули | Клімат полярної станції Малі Кармакули | Клімат полярної станції Малі Кармакули | Клімат полярної станції Малі Кармакули | Клімат полярної станції Малі Кармакули | Клімат полярної станції Малі Кармакули | Клімат полярної станції Малі Кармакули | Клімат полярної станції Малі Кармакули | Клімат полярної станції Малі Кармакули | Клімат полярної станції Малі Кармакули |
| Показник                                   | Січ.                                   | Лют.                                   | Бер.                                   | Квіт.                                  | Трав.                                  | Черв.                                  | Лип.                                   | Серп.                                  | Вер.                                   | Жовт.                                  | Лист.                                  | Груд.                                  | Рік                                    |
| Абсолютний максимум, °C                    | 2,6                                    | 1,7                                    | 2,0                                    | 7,8                                    | 17,6                                   | 22,2                                   | 28,3                                   | 23,8                                   | 16,5                                   | 9,7                                    | 4,5                                    | 2,5                                    | 28,3                                   |
| Середній максимум, °C                      | −10,9                                  | −11,5                                  | −9,1                                   | −6,7                                   | −1,4                                   | 4,9                                    | 10,3                                   | 9,0                                    | 5,5                                    | −0,1                                   | −4,8                                   | −8,1                                   | −1,9                                   |
| Середня температура, °C                    | −14,1                                  | −14,7                                  | −12,2                                  | −9,9                                   | −3,7                                   | 2,5                                    | 7,3                                    | 6,8                                    | 3,7                                    | −1,8                                   | −7,1                                   | −11,1                                  | −4,5                                   |
| Середній мінімум, °C                       | −17,3                                  | −17,9                                  | −15,2                                  | −13                                    | −5,8                                   | 0,7                                    | 5,1                                    | 4,9                                    | 2,1                                    | −4                                     | −9,9                                   | −14,1                                  | −7                                     |
| Абсолютний мінімум, °C                     | −36                                    | −37,4                                  | −40                                    | −29,9                                  | −25,9                                  | −9,6                                   | −2,8                                   | −1,7                                   | −9,9                                   | −21,1                                  | −29,1                                  | −36,2                                  | −40                                    |
| Середня кількість сонячних годин на місяць | 0                                      | 25                                     | 107                                    | 215                                    | 189                                    | 173                                    | 229                                    | 143                                    | 73                                     | 40                                     | 3                                      | 0                                      | 1197                                   |
| Норма опадів, мм                           | 30                                     | 26                                     | 24                                     | 20                                     | 15                                     | 23                                     | 36                                     | 31                                     | 39                                     | 35                                     | 24                                     | 33                                     | 336                                    |
| Днів з дощем                               | 1                                      | 1                                      | 1                                      | 1                                      | 3                                      | 10                                     | 15                                     | 17                                     | 19                                     | 9                                      | 3                                      | 2                                      | 82                                     |
| Днів зі снігом                             | 18                                     | 18                                     | 19                                     | 17                                     | 17                                     | 10                                     | 1                                      | 1                                      | 6                                      | 17                                     | 19                                     | 20                                     | 163                                    |
| Вологість повітря, %                       | 78                                     | 77                                     | 77                                     | 76                                     | 78                                     | 81                                     | 83                                     | 83                                     | 85                                     | 82                                     | 79                                     | 78                                     | 80                                     |
| ------------------------------------------ | -------------------------------------- | -------------------------------------- | -------------------------------------- | -------------------------------------- | -------------------------------------- | -------------------------------------- | -------------------------------------- | -------------------------------------- | -------------------------------------- | -------------------------------------- | -------------------------------------- | -------------------------------------- | -------------------------------------- |
| Джерело: Pogoda.ru.net                     |                                        |                                        |                                        |                                        |                                        |                                        |                                        |                                        |                                        |                                        |                                        |                                        |                                        |

## Історія
Нову Землю відкрили в XI–XII століттях новгородські купці. Із західних європейців першим район відвідав Х'ю Уїллоубі в 1553. Віллем Баренц у 1596 обігнув північний край Нової Землі і здійснив зимівлю на східному узбережжі.
Аж до XIX століття Нова Земля була порожнім островом, біля якого ловили рибу і полювали норвежці і помори. Ні ті, ні інші поселитися і жити на островах не могли, і Нова Земля залишалася тільки перевалочним пунктом. Час від часу виникали дрібні дипломатичні конфлікти, в яких Російська імперія незмінно заявляла, що «Архіпелаг Нова Земля є у всій цілісності російською територією». Оскільки жити на архіпелазі ті, хто претендував на нього, не могли, на Нову Землю перевезли декілька ненецьких сімей. У вісімдесятих роках XIX століття на Новій Землі вже була маленька колонія.

## Ядерний полігон

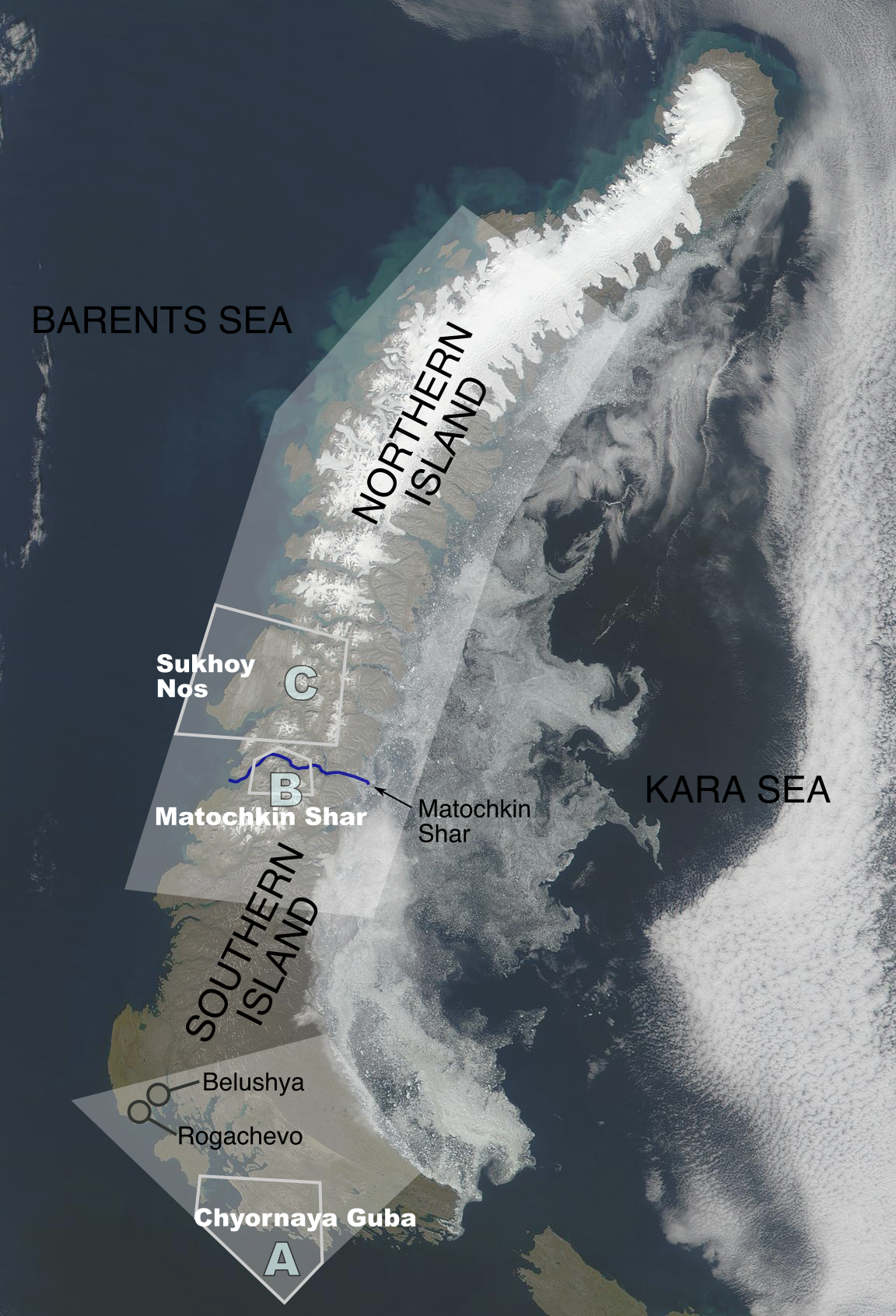
Нова Земля. Вказані межі майданчиків ядерного полігону

17 вересня 1954 на Новій Землі був відкритий радянський ядерний полігон з центром в Бєлуш'їй Губі. Полігон включав три майданчики:
- Чорна Губа (70°42′00″ пн. ш. 54°36′00″ сх. д. / 70.70000° пн. ш. 54.60000° сх. д.) — використовувалася в основному в 1955—1962.
- Маточкин Шар (73°24′00″ пн. ш. 54°54′00″ сх. д. / 73.40000° пн. ш. 54.90000° сх. д.) — підземні випробування в 1964—1990

- Сухий Ніс (73°42′00″ пн. ш. 54°00′00″ сх. д. / 73.70000° пн. ш. 54.00000° сх. д.) — 1957-1962.

Окрім цього, вибухи проводилися і в інших точках (офіційна територія полігону займала понад половину всієї площі острова). З 21 вересня 1955 року по 24 жовтня 1990 роки (офіційна дата оголошення мораторію на ядерні випробування) на полігоні було проведено 135 ядерних вибухів: 87 в атмосфері (з них 84 повітрі), 1 наземний, 2 надводні, 3 підводні і 42 підземні вибухи. Серед експериментів були і дуже могутні випробування мегатонн ядерних зарядів, що проводилися в атмосфері над архіпелагом.
На Новій Землі в 1961 році була випробувана найпотужніша в історії людства воднева бомба — 100-мегатонна Цар-бомба, яка була випробувана на половину своєї потужності (близько 50 Мт) на майданчику Сухий Ніс. Сейсмічна хвиля від вибуху стрясла всю Земну кулю, а акустична докотилася до острова Діксон, де вибуховою хвилею повибивало вікна в будинках.
У серпні 1963 року СРСР і США підписали договір, що забороняє ядерні випробування в трьох середовищах: в атмосфері, у космосі та під водою. Були прийняті обмеження і по потужності зарядів. Підземні ж вибухи продовжували здійснюватися до 1990 року.
Політика гласності привела до того, що громадськість дізналася про ядерні випробування на Новій Землі, і вже наступного року тут з'явилися активісти екологічної організації «Ґрінпіс» з протестами. У 1990-і роки випробування різко пішли нанівець, і дотепер тут займаються лише дослідженнями в області ядерних систем озброєнь (об'єкт Маточкин Шар).
Напередодні 50-річчя створення полігону на Новій Землі керівник російського Федерального агентства по атомній енергії Олександр Рум'янцев заявив, що Росія має намір і надалі розвивати полігон і підтримувати його в робочому стані. При цьому Росія не збирається проводити на архіпелазі ядерні випробування, але має намір здійснювати неядерні експерименти для забезпечення надійності, боєздатності і безпеки зберігання своїх ядерних боєприпасів.